# بين رودس
بين رودس (بالإنجليزية: Ben Rhodes)‏ (2 مايو 1983 - ) هو لاعب كرة قدم بريطاني في مركز الوسط. لعب مع نادي يورك سيتي.

## وصلات خارجية
- بين رودس على موقع قاعدة بيانات كرة القدم.إي يو (الإنجليزية)
- بين رودس على موقع Soccerbase.com (لاعب) (الإنجليزية)